# Xysmalobium winterbergense
Xysmalobium winterbergense är en oleanderväxtart som beskrevs av Nicholas Edward Brown. Xysmalobium winterbergense ingår i släktet Xysmalobium och familjen oleanderväxter. Inga underarter finns listade i Catalogue of Life.